# John Dominic Crossan
John Dominic Crossan (Nenagh, 17 febbraio 1934) è un biblista e storico irlandese.
Studioso di religione irlandese-statunitense, famoso per essere tra i fondatori del Jesus Seminar, è una figura di rilievo nei campi dell'archeologia biblica, dell'antropologia e della critica testuale e di quella storica nell'ambito del Nuovo Testamento; è particolarmente attivo nel campo del Gesù storico.

## Biografia
Crossan entrò nel 1950 nell'Ordine dei Serviti e nel maggio 1957 fu ordinato sacerdote. Ricevette il Doctorate of Divinity dal Maynooth College (Irlanda) nel 1959 e condusse i suoi studi post-dottorato di ricerca al Pontificio Istituto Biblico di Roma dal 1959 al 1961 e all'École Biblique di Gerusalemme dal 1965 al 1967. Nel 1969 abbandonò il sacerdozio per sposare Margaret Dagenais e per poter proseguire i propri studi critici senza «essere costantemente nei guai per farlo»; malgrado fosse un ex-sacerdote, trovò un posto come insegnante alla DePaul University. Dopo la morte della moglie nel 1983 si risposò nel 1986 con Sarah Sexton.
Tra le sue opere principali sono da ricordare Four Other Gospels. Shadows on the Contours of Canon (1985), il cui ultimo capitolo è stato sviluppato in The Cross that Spoke: The Origins of the Passion and Resurrection Narratives (1988), The Historical Jesus: The Life of a Mediterranean Jewish Peasant (1991), libro religioso più venduto nel giugno 1992 e tradotto in diverse lingue, di cui Jesus: A Revolutionary Biography (1994) è la versione riorganizzata e destinata al grande pubblico. I suoi studi successivi riguardano il periodo precedente la morte di Gesù (The Last Week: A Day-by-Day Account of Jesus's Final Week in Jerusalem, 2006) e quello immediatamente successivo (In Search of Paul: How Jesus's Apostle Opposed Rome's Empire with God's Kingdom, 2004; The Birth of Christianity: Discovering What Happened in the Years Immediately After the Execution of Jesus, 1998).

## Critiche
Sia John Dominic Crossan sia il «Jesus Seminar» sono stati oggetto di critiche da parte di un'ampia gamma di esperti. Fra gli studiosi che hanno espresso riserve nei confronti dell'opera di Crossan se ne incontrano molti fra coloro che partecipano alla cosiddetta terza ricerca del Gesù storico, come Ben Witherington III, Luke Timothy Johnson, e Craig A. Evans. È stato criticato anche da altri esperti quali N.T. Wright, Greg Boyd, William Lane Craig, Craig Blomberg, Darrell Bock, ed Edwin Yamauchi. Secondo questi critici, Crossan nella sua pretesa ricerca radicale per screditare l'immagine di Gesù che offre il fondamentalismo biblico, finisce per considerare "tardivi" tutti i vangeli canonici, compreso il Vangelo secondo Marco (che questi ricercatori considerano databile dal 65 al 70, come data più tarda), e, argomentano, arriva a svalutare il Vangelo secondo Giovanni a tal punto da prestargli un'importanza quasi nulla.

## Opere
- Scanning the Sunday Gospel,1966
- The Gospel of Eternal Life, 1967
- In Parables: The Challenge of the Historical Jesus, 1973, reprinted 1992, ISBN 0-06-061606-7
- The Dark Interval: Towards a Theology of Story, 1975, reprinted 1988, ISBN 0-944344-06-2
- Raid on the Articulate: Comic Eschatology in Jesus and Borges, 1976, ISBN 0-06-061607-5
- Finding Is the First Act: Trove Folktales and Jesus' Treasure Parable, 1979 ISBN 0-8006-1509-3
- Cliffs of Fall: Paradox and Polyvalence in the Parables of Jesus, 1980, ISBN 0-8164-0113-6
- A Fragile Craft: The Work of Amos Niven Wilder, 1981, ISBN 0-89130-424-X
- In Fragments: The Aphorisms of Jesus, 1983, ISBN 0-06-061608-3
- Four Other Gospels: Shadows on the Contours of Canon, 1985, reprinted 1992, ISBN 0-86683-959-3
- Sayings Parallels: A Workbook for the Jesus Tradition, 1986, ISBN 	0-80062109-3
- The Cross that Spoke: The Origins of the Passion Narrative, 1988, ISBN 	0-06-254843-3
- The Historical Jesus: The Life of a Mediterranean Jewish Peasant, 1991, ISBN 0-06-061629-6
- The Essential Jesus: Original Sayings and Earliest Images, 1994, reprinted 1998, ISBN 0-7858-0901-5
- Jesus: A Revolutionary Biography, 1994, ISBN 0-06-061662-8
  - Gesù. Una biografia rivoluzionaria, Ponte alle Grazie, 1994
- Who Killed Jesus? Exposing the Roots of Anti-Semitism in the Gospel Story of the Death of Jesus, 1995, ISBN 0-06-061480-3
- Who Is Jesus? Answers to Your Questions about the Historical Jesus , edited with Richard Watts, 1996, ISBN 0-664-25842-5
- The Birth of Christianity: Discovering What Happened in the Years Immediately After the Execution of Jesus, 1998, ISBN 0-06-061660-1
- Will the Real Jesus Please Stand up?: A Debate between William Lane Craig and John Dominic Crossan, 1999, ISBN 0-8010-2175-8
- The Jesus Controversy: Perspectives in Conflict (Rockwell Lecture Series), with Luke Timothy Johnson, Werner H. Kelber, 1999, ISBN 1-56338-289-X
- A Long Way from Tipperary: A Memoir, 2000, ISBN 0-06-069974-4
- Excavating Jesus: Beneath the Stones, Behind the Texts, with Jonathan L. Reed, 2001, ISBN 0-06-061634-2
- In Search of Paul: How Jesus's Apostle Opposed Rome's Empire with God's Kingdom, with Jonathan L. Reed, 2004, ISBN 0-06-051457-4
- The Last Week: A Day-by-Day Account of Jesus's Final Week in Jerusalem with Marcus J. Borg, HarperSanFrancisco (February 28, 2006) ISBN 978-0-06-084539-1
- God and Empire: Jesus Against Rome, Then and Now, HarperSanFrancisco, 2007, ISBN 978-0-06-084323-6